# Salvatierra (kommun)
Salvatierra är en kommun i Mexiko.   Den ligger i delstaten Guanajuato, i den centrala delen av landet, 210 km väster om huvudstaden Mexico City. Antalet invånare är 37 203.
Följande samhällen finns i Salvatierra:
- Salvatierra
- Maravatío del Encinal
- Cupareo
- Santo Tomás Huatzindeo
- El Salvador
- La Calera
- La Virgen
- Las Cruces
- La Magdalena
- San Felipe de Jesús
- Santa Rosa Tejocote
- La Lagunilla del Carmen
- La Esquina
- Provincia
- Manríquez
- El Refugio
- San Rafael del Moral
- Estación Guzmán
- San Pedro de los Negros